# Vlag van Oostflakkee

Vlag van de voormalige gemeente Oostflakkee

De vlag van Oostflakkee is op 26 augustus 1974 bij raadsbesluit vastgesteld als de gemeentevlag van de Nederlandse gemeente Oostflakkee, provincie Zuid-Holland. De vlag kan als volgt worden omschreven:
Vijf banen van rood, groen, wit, groen en rood met een hoogteverhouding van 1:1:6:1:1, met op het midden van de witte baan een karbonkel van zwart.
De kleuren zijn afgeleid van het gemeentewapen. Het karbonkel is ontleend aan het wapen van het graafschap Kleef en de drie binnenste banen van het wapen van Oude-Tonge. De kleuren rood en wit komen ook in het wapen van het graafschap Kleef voor.
Op 1 januari 2013 is Oostflakkee opgegaan in de gemeente Goeree-Overflakkee. De vlag is daardoor als gemeentevlag komen te vervallen.